# Yoni Louison
Yoni Louison (* 14. Dezember 1986) ist ein mauritischer Badmintonspieler.

## Karriere
Yoni Louison gewann 2010 bei den Mauritius International die Herrendoppelkonkurrenz gemeinsam mit Sahir Edoo. 2009 waren beide bereits Dritte bei der Badminton-Afrikameisterschaft geworden. 2011 verteidigten sie dort Bronze. Bei den Panafrikanischen Spielen 2011 gewann er Bronze mit dem Team aus Mauritius.

## Referenzen
- Yoni Louison beim Badminton-Weltverband

| Personendaten    | Personendaten                 |
| ---------------- | ----------------------------- |
| NAME             | Louison, Yoni                 |
| KURZBESCHREIBUNG | mauritischer Badmintonspieler |
| GEBURTSDATUM     | 14. Dezember 1986             |